# Turistická značená trasa 1029
 Turistická značená trasa 1029 je modře vyznačená asi 14 kilometru dlouhá pěší trasa Klubu českých turistů v okrese Kladno. Vede od železniční stanice Kamenné Žehrovice na rozcestí U Staré paseky, které se nachází asi 1,5 km západně od centra obce Bratronice.

## Popis trasy
Trasa začíná rozcestníkem u železniční stanice Kamenné Žehrovice (na železniční trati mezi Kladnem a Rakovníkem). Tuto trať po přibližně 200 metrech přechází, velmi krátce (asi 150 m) vede po místní silnici a následně (přibližně 1 km) směřuje lesem kolem oploceného areálu bývalého dolu Wannieck k rozlehlému Turyňskému rybníku. Tento rybník obchází po jeho nejširší boční straně (úsek vede asi 500 metrů). Následuje asi 900metrový úsek obcí Kamenné Žehrovice až do jejího centra, kde se nachází slavná zprzněná škola, park, malá kaple a několik obchodů. U tohoto parku trasa zatáčí na jih, mírně stoupá a asi 900 metrů vede po silnici až za most přes dálnici D6. 
Dále vede přibližně 300 m po cestě v souběhu s dálnici a poté přibližně 1,4 km po polní cestě jihozápadním směrem k vysoké haldě bývalého dolu Tuchlovice a téměř 600 metrů po okraji Šiškového lesa. Následuje delší (cca 3,2 km) úsek rozlehlým lesem (prostupujícím celé Křivoklátsko) po severovýchodní hranici CHKO Křivoklátsko a následně uvnitř něho. Navazuje 500metrový úsek podél louky u samoty Ploskov, překročení místní silnice. Menší stoupání lesem až k rozcestníku Žilinský vrch, kde navazuje žlutá trasa č. 6024, zatočení doprava a menší klesání k Ploskovské kaštance. Celý tento úsek lesem měří kolem 930 m. Dále trasa vede na jihovýchod, asi 870 metrů alejí Ploskovskou kaštankou. Navazuje poslední úsek lesem (asi 1,5 km): po silnici k samotě Šarváš a za ní. A trasa končí kratším úsekem po louce (asi 250 m), za níž na polní cestě u rozcestníku U Staré paseky končí. Přes rozcestí je průchozí též zeleně značená trasa 3020.
| km   | místo                   | navazující, křižující a souběžné trasy |
| ---- | ----------------------- | -------------------------------------- |
| 0    | Kamenné Žehrovice (žst) | 3022 6113                              |
| 1.5  | Turyňský rybník         | 0029                                   |
| 2    | Kamenné Žehrovice-Turyň | 0029                                   |
| 3    | Kamenné Žehrovice       |                                        |
| 6    | Na pískách              |                                        |
| 10   | Ploskov                 |                                        |
| 10.5 | Žilinský vrch (rozc.)   | 6024                                   |
| 11   | Na bukovkách            | 6024                                   |
| 13   | Šarváš (háj.)           |                                        |
| 14   | U staré paseky (rozc.)  | 3020                                   |

## Zajímavá místa
- Turyňský rybník
- Kamenné Žehrovice
- Ploskovská kaštanka